# DJ741
DJ741 este un drum județean din România, aflat în întregime în județul Argeș care leagă Mioveni de Ștefănești și are o lungime de 9,479 km. Este o alternativă la tronsonul Pitești-Mioveni al DN73 unde apar de multe ori aglomerări în trafic

## Lucrările de modernizare
Este un drum de categoria a III-a cu o singură bandă pe sensul de mers. În 2016 este complet modernizat de la Ștefănești până în Mioveni, proiect finanțat de către Consiliul Județean Argeș. De asemenea în 2020 a fost reabilitat și podul de la Valea Mare-Podgoria.

## Date geografice
Drumul județean are la est vârful Dealul Țiganilor de 407 m.

## Traseu
Drumul Județean 741 începe de la intrarea în orașul Ștefănești dinspre municipiul Pitești, la o intersecție a DN7, de unde continuă prin localitatea componentă Valea Mare-Podgoria, Argeș. Aici face legături cu DC78 către centrul orașului Ștefănești, DC222 către comuna Mărăcineni prin barajul Valea Mare și DC79 care continuă pe valea Mare până în localitatea componentă Enculești. Peste râul Valea Mare trece peste un pod reabilitat în 2021. Apoi, DJ741 urcă pe pitorescul deal Gheorman, ieșind din orașul Ștefănești și intrând în orașul Mioveni. Drumul coboară în valea râului Făgetu, traversând de asemenea centrul localității componente Făgetu. Aici face legătură cu DC80. De aici drumul urcă pe la poalele dealului Colibași, pe lângă pădurea Armeneasa. În cele din urmă, DJ741 ajunge în localitatea componentă Colibași, unde fuzionează cu DN73D.

## Oportunități turistice
- Mănăstirea Vieroși

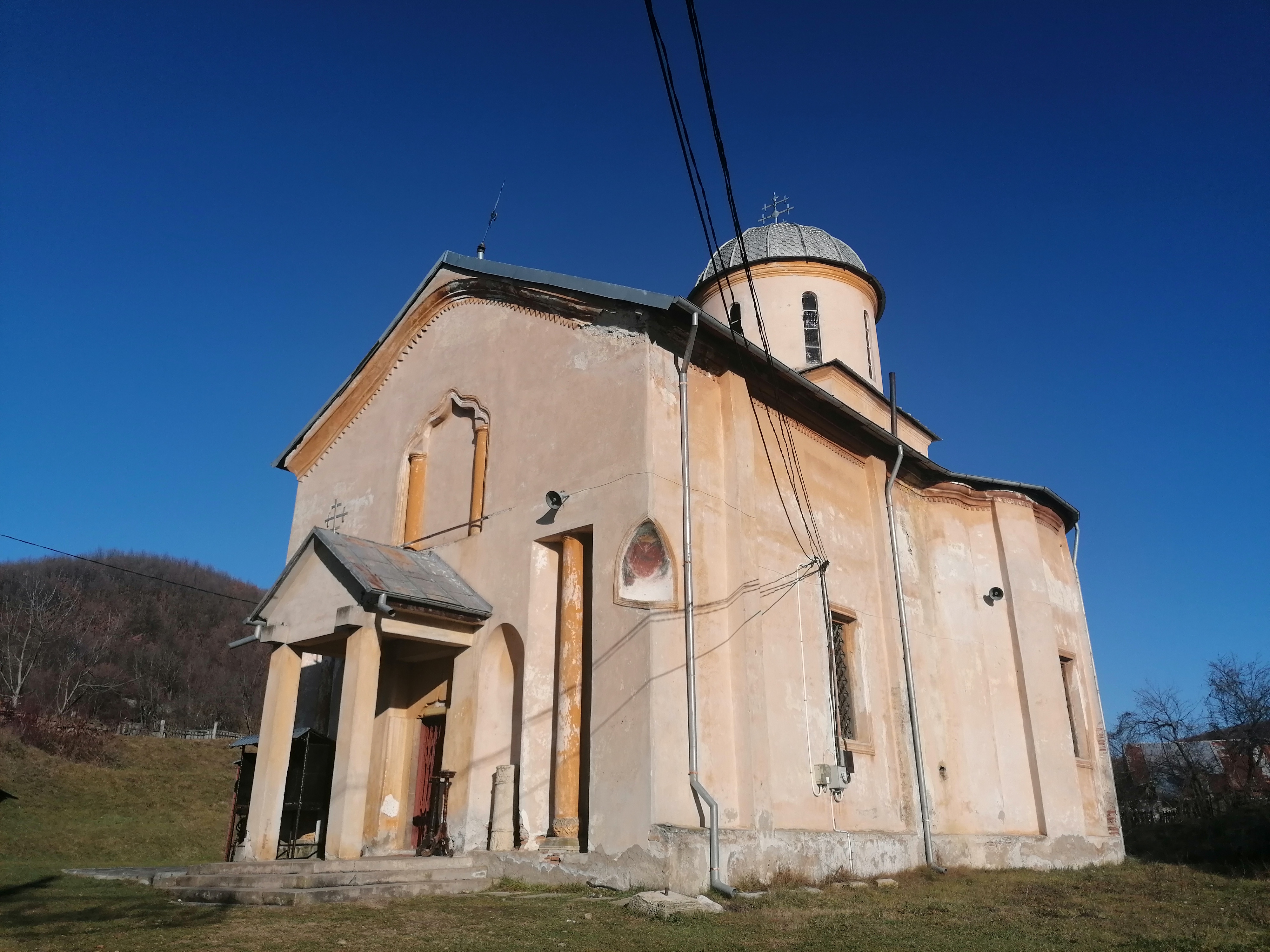
Mănăstirea Vieroși

- Biserica Sfinții Apostoli Petru și Pavel din Colibași
- Casa Memorială „Liviu Rebreanu”
- Vila Bulandra din Valea Mare-Podgoria

## Galerie de imagini

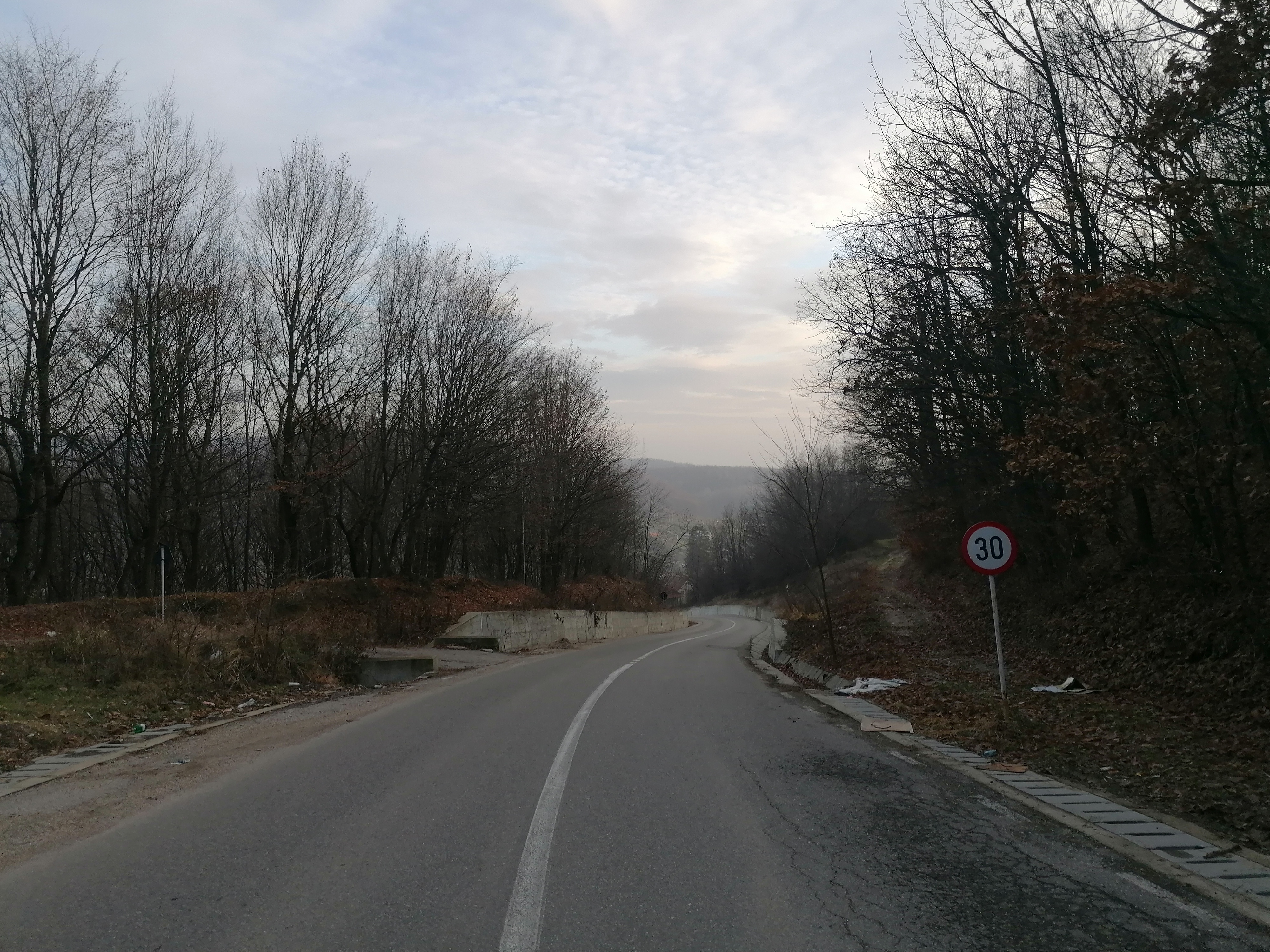
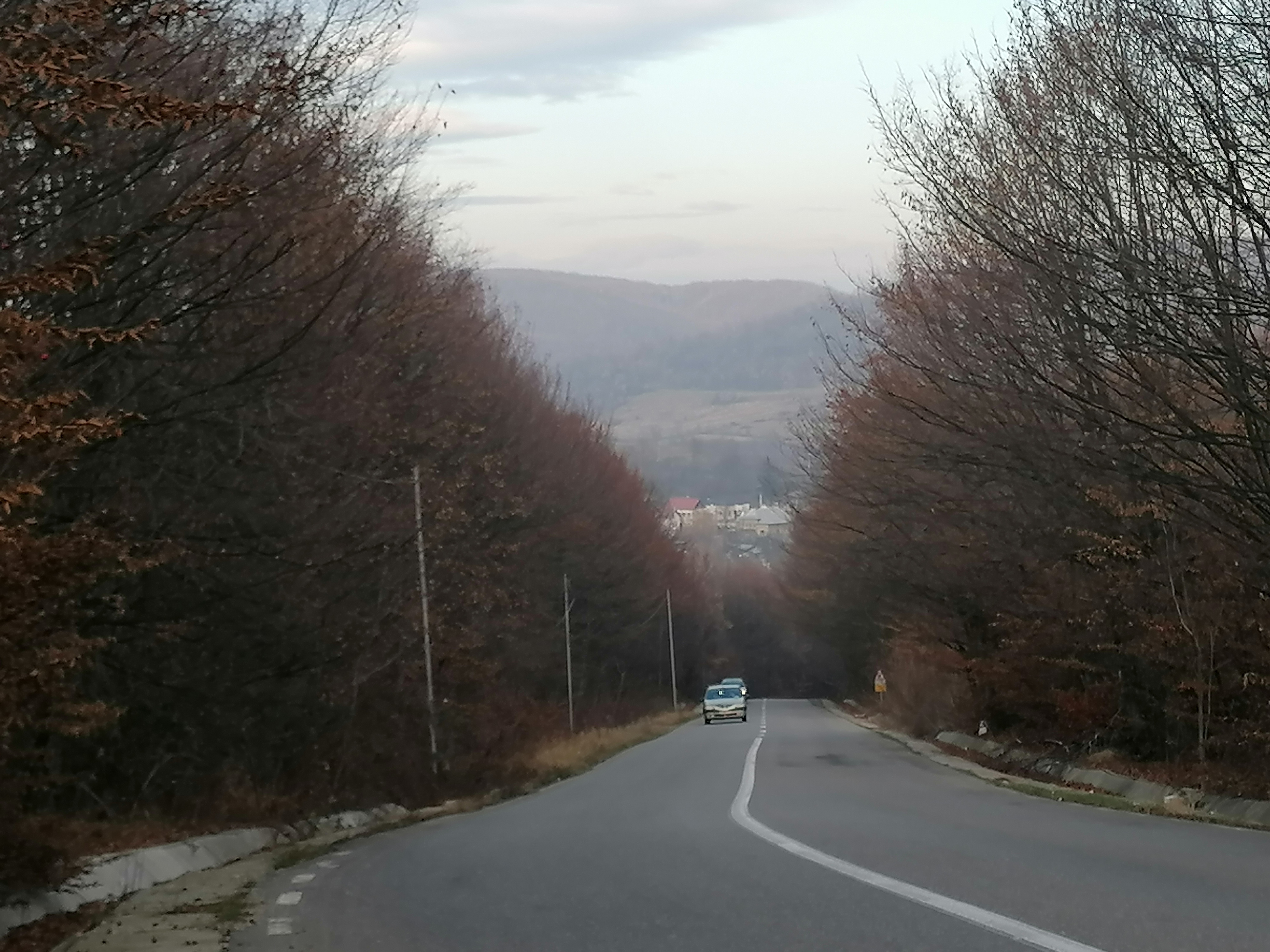
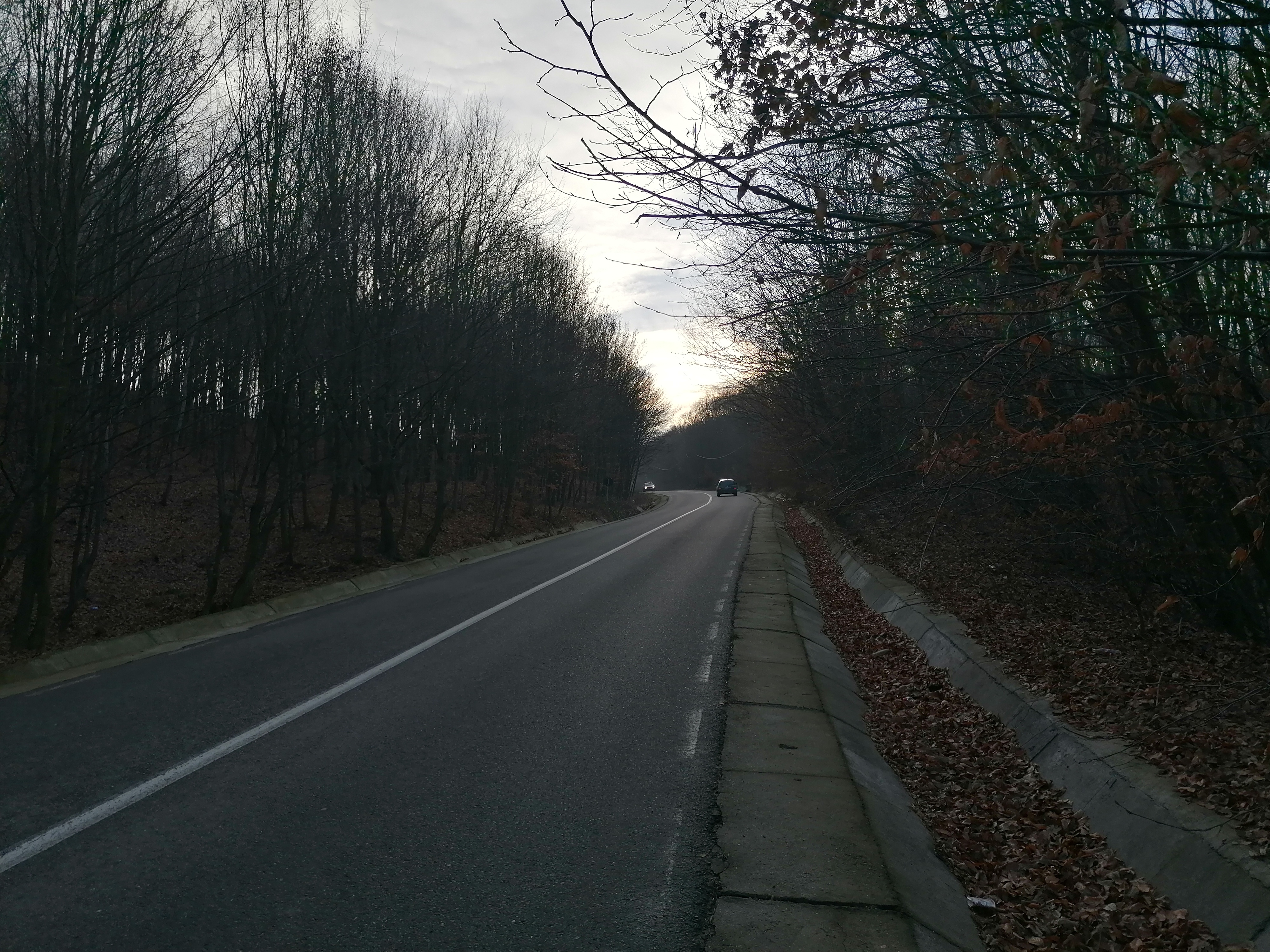
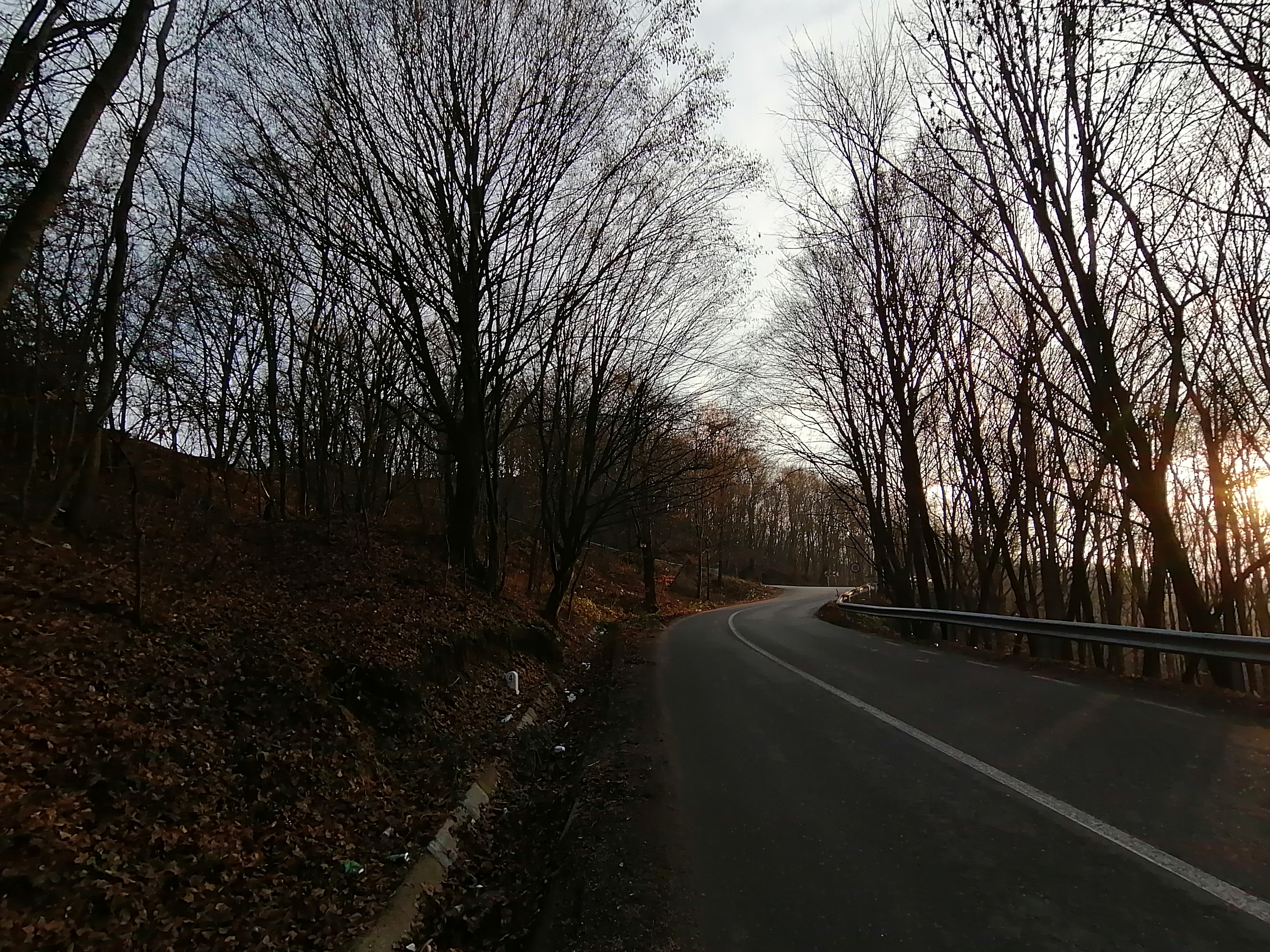
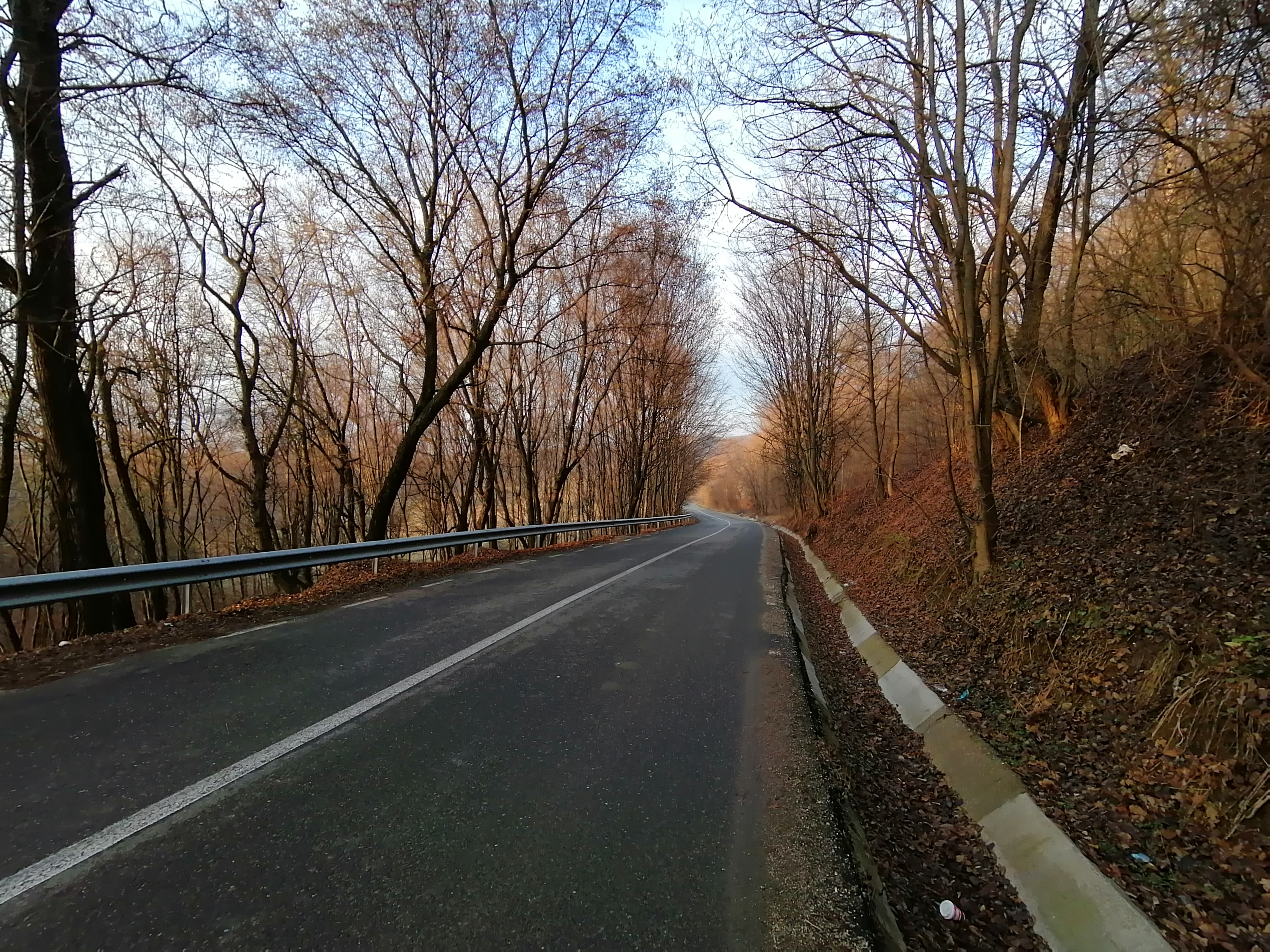
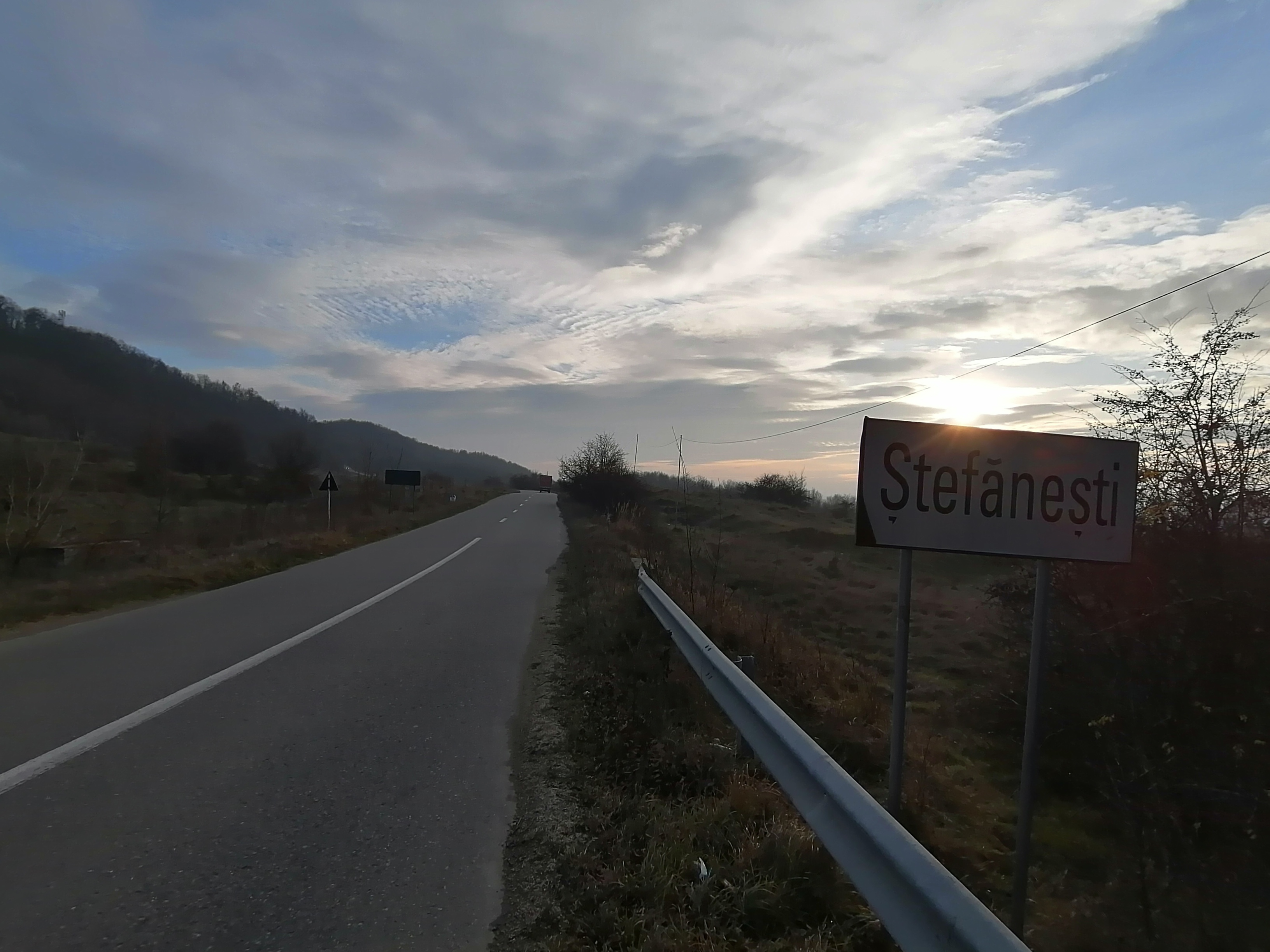
Intrarea drumului județean în orașul Ștefănești
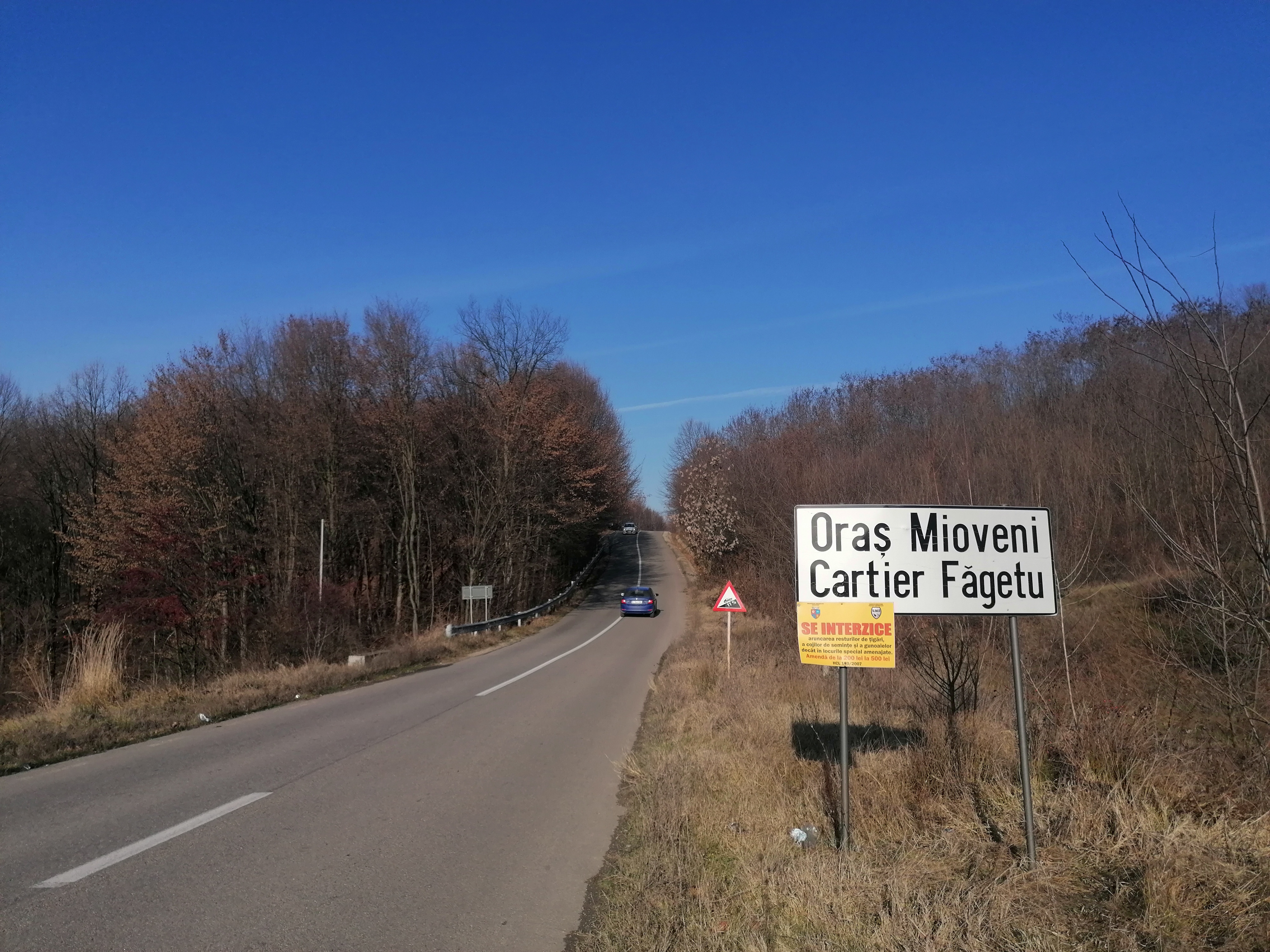
Intrarea drumului județean în orașul Mioveni
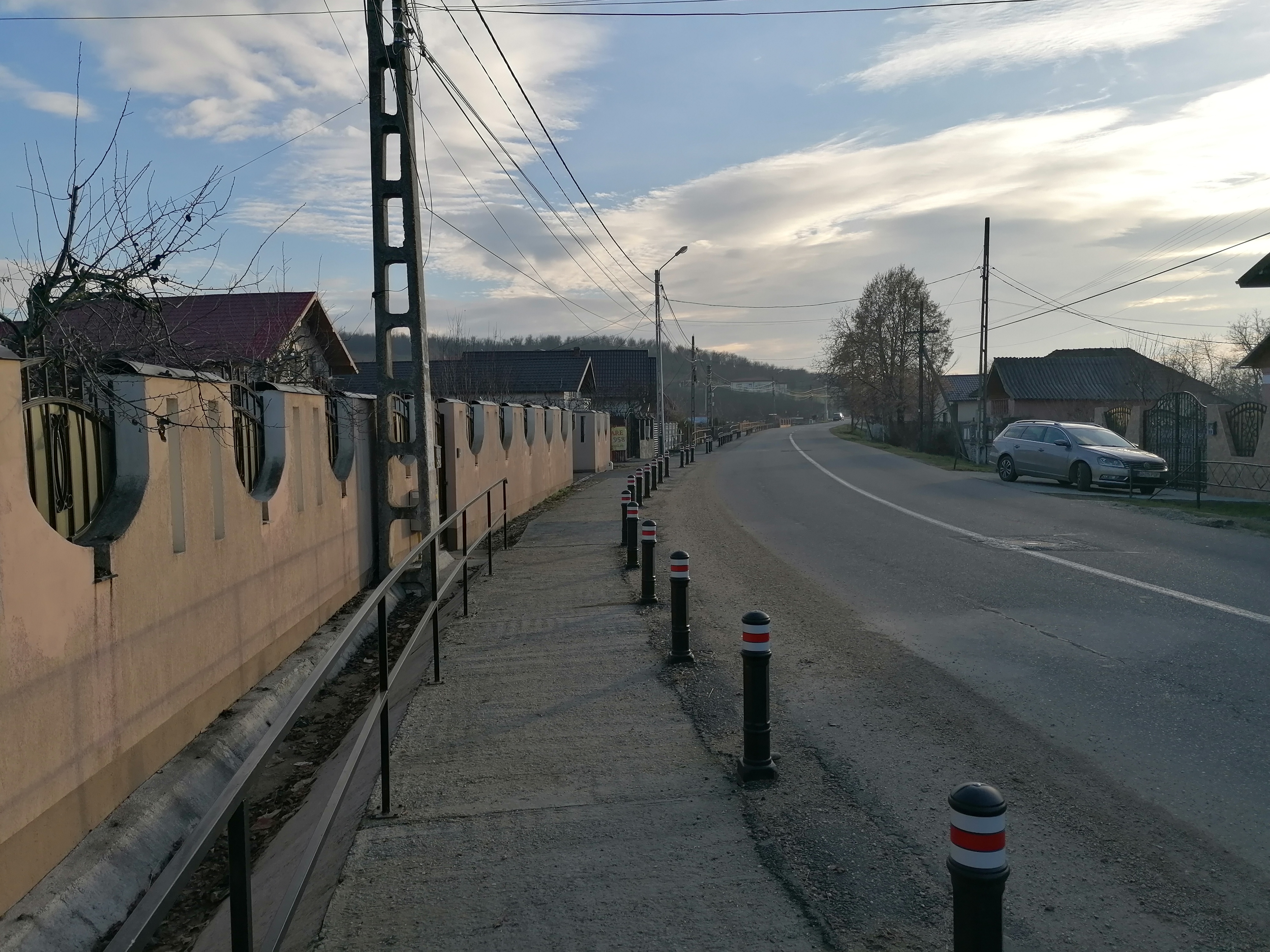
Drumul județean în satul Colibași
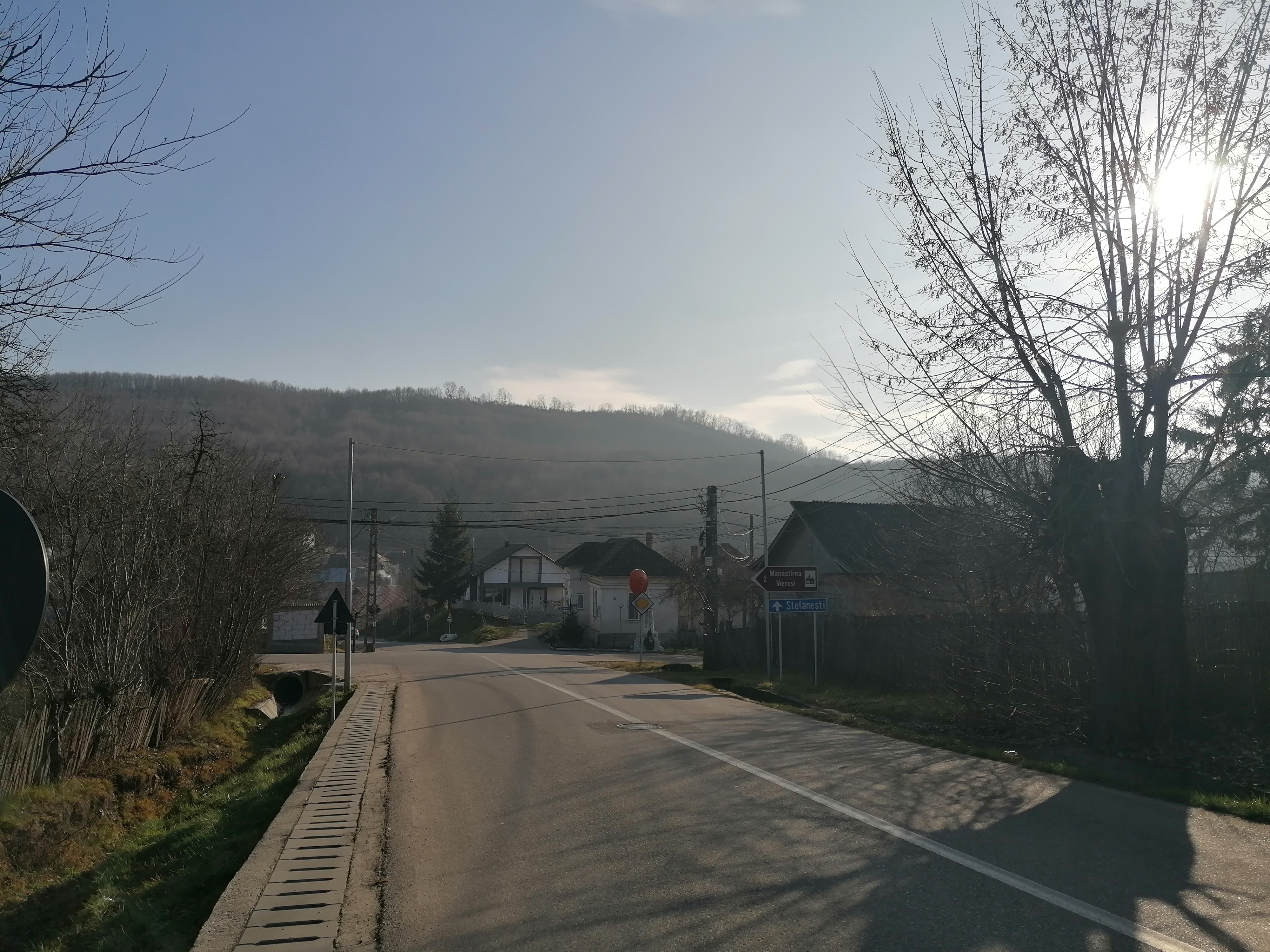
Drumul județean în satul Făgetu
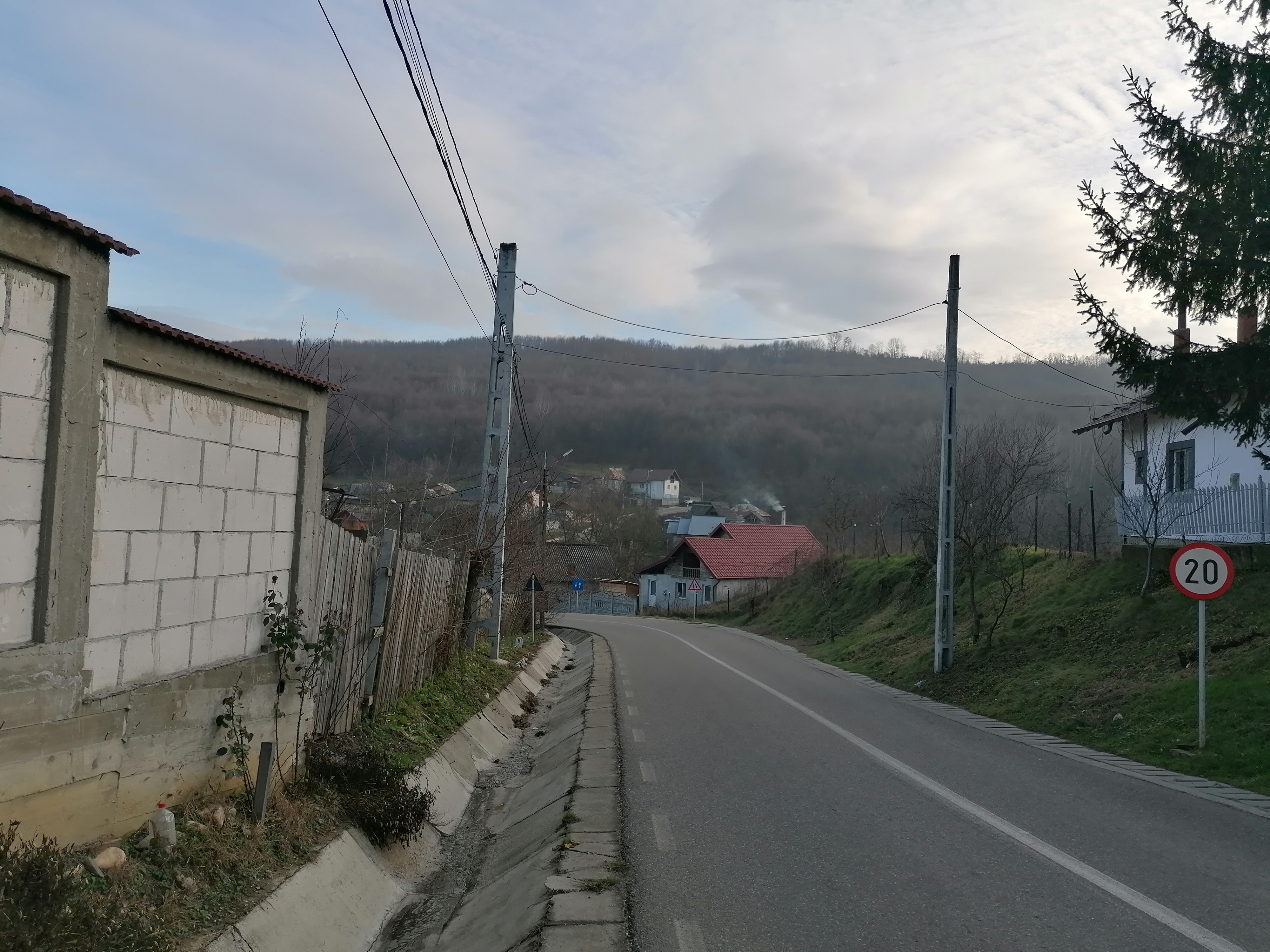
Drumul județean în satul Făgetu
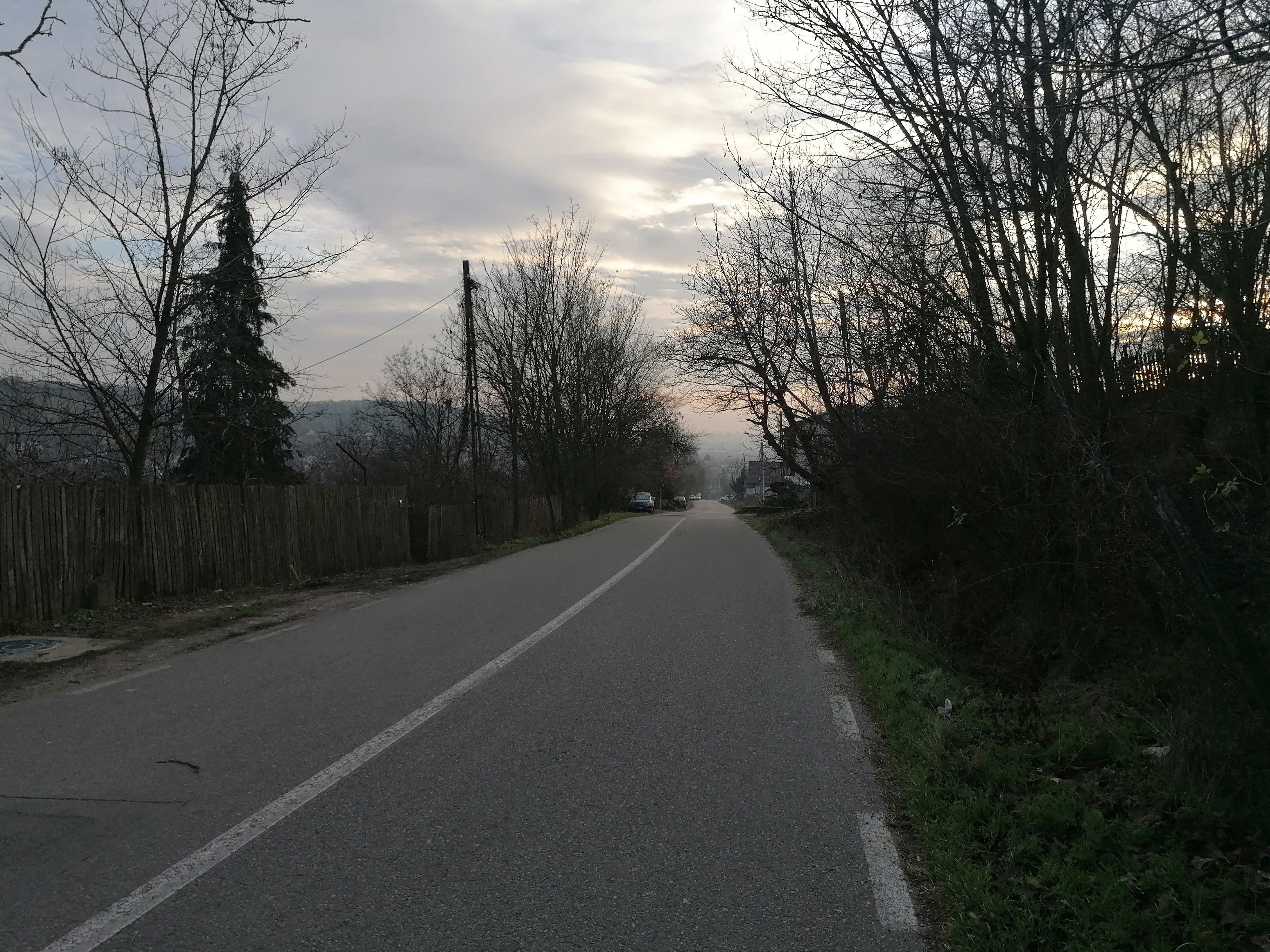
Drumul județean în satul Valea Mare-Podgoria
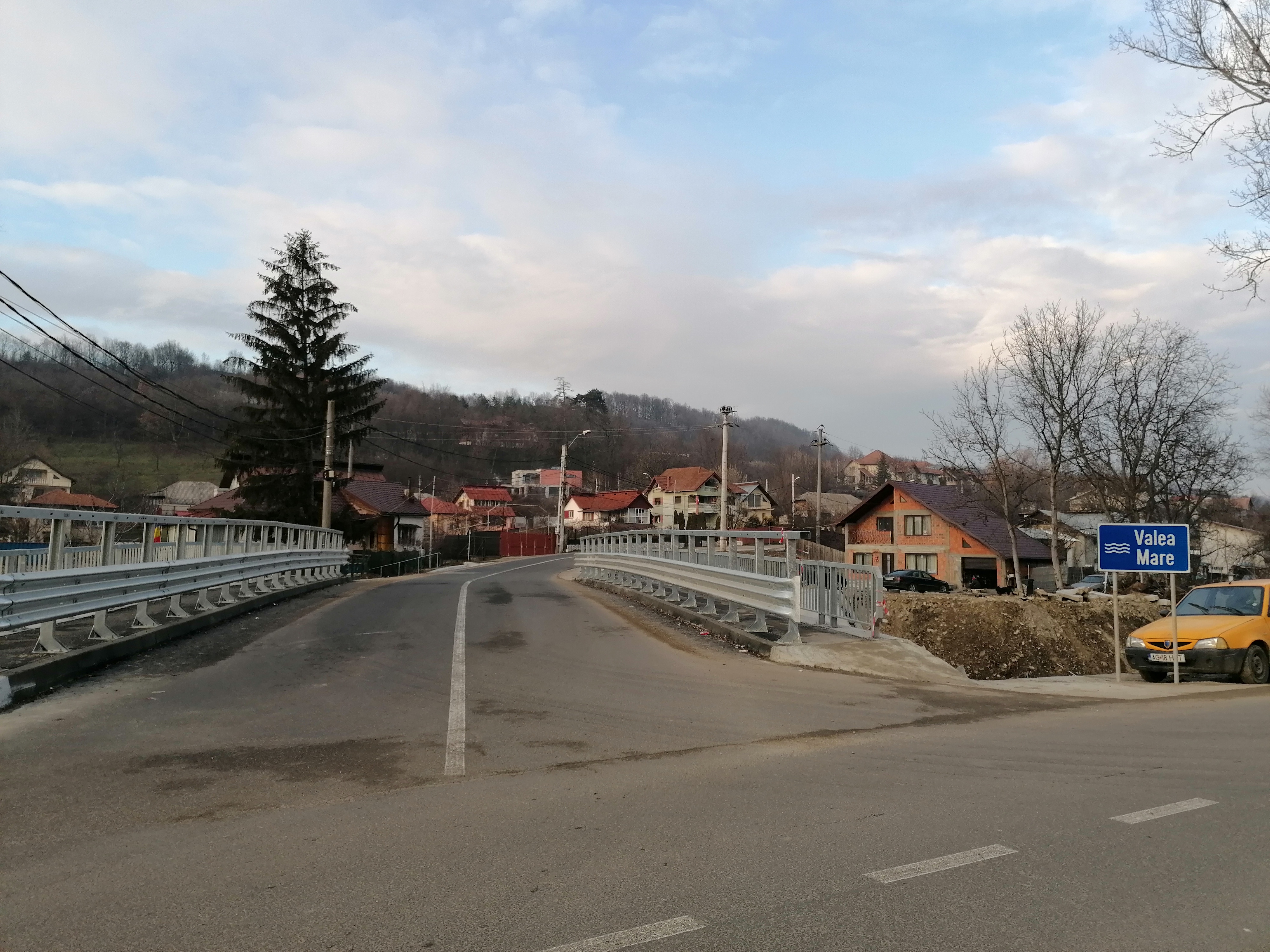
Drumul județean în satul Valea Mare-Podgoria